# پپینو گالیاردی
پپینو گالیاردی (ایتالیایی: Peppino Gagliardi; ۲۵ مهٔ ۱۹۴۰ – ۹ اوت ۲۰۲۳) خواننده، آهنگساز، و خواننده-ترانه‌پرداز اهل ایتالیا بود.